# Назаров, Иван Михайлович (государственный деятель)
Иван Михайлович Назаров — советский хозяйственный, государственный и политический деятель.

## Биография
Родился в 1906 году в Выксе. Член КПСС.
С 1928 года — на хозяйственной, общественной и политической работе. В 1928—1970 гг. — на партийной работе в Красноярском крае, начальник транспортного управления треста «Енисейзолото», начальник Енисейского речного пароходства, под следствием, переведён в другое речное пароходство, начальник Енисейского речного пароходства, писатель, автор книг «На Енисее-реке», «Были великой реки», «Король карточного острова», «Розовый узел», незавершенной книги «Тридцать пять лет на Енисее».
Избирался депутатом Верховного Совета РСФСР 4-го созыва.
Умер в Красноярске в 1972 году.